# El Polen
El Polen es una banda peruana de música fusión, folk, rock con sonidos andinos y criollos.

## Historia
Grupo de folk rock formado por los hermanos Raúl y Juan Luis Pereyra luego de salir de Los Shain's y estar en Los Drag's. En 1969 Juan Luis Pereyra empezó a hacer una música distinta a la que hacia antes, esta vez con influencia hippie y de la música andina. Al poco tiempo se le unió a sus ensayos su hermano Raúl Pereyra y otros amigos en su casa de Miraflores.
El mismo Juan Luis le pondría el nombre al grupo.
Debutaron oficialmente como El Polen en abril de 1971.
Luego el grupo viajó al Cusco a buscar espiritualidad.
A fines de ese año el grupo hizo una gran presentación en la Universidad de Lima y Peter Koechlin les propuso ser teloneros de Santana que ese mes venía a Lima; concierto que finalmente no se produjo por la censura que el gobierno militar impuso y que obligó a cancelar el concierto aun cuando Santana ya estaba en el Perú.
Para 1972 Nilo, el hermano mayor de Juan Luis y Raúl, trabajaba habitualmente en rodajes de cine y estaba trabajando el la película Cholo que Bernardo Batievsky estaba rodando sobre la vida de Hugo Sotil. El grupo audicionó y fueron elegidos para grabar el soundtrack de la película.
El grupo grabó en El Virrey bajo la supervisión de Gerd Nickau. El disco fue un éxito, y la canción Valicha se convirtió en número uno en las radios. En el caso particular de Radio Miraflores, por ejemplo, llegó a superar una canción de The Doobie Brothers en el hit de la semana.
La banda estuvo conformada por Fernando Silva y Ernesto Pinto, luego se incorporó Beto Martínez en guitarra y mandolina, Álex Abad (ex New Juggler Sound y Laghonia) ingresa al grupo después de la edición del primer LP Cholo.
Participan en el Festival de la Canción de Agua Dulce organizado por el gobierno de Velasco, donde participaron con la canción "El Hijo del Sol", compartiendo escenario con Los Compadres de Cuba, Alfredo Zitarroza, Raúl Vázquez, Soledad Bravo, Víctor Heredia entre otros.
El Polen concursaba en la categoría de canción y eran los favoritos. «No la hicimos por criticar a Velasco porque mal que bien, Velasco hizo que el campesino peruano no fuera tan explotado como era antes, tan ninguneado entonces a partir de ahí cambiaron las cosas. Para mí, él hizo esa reivindicación que fue lo más importante y la letra no estaba criticando al gobierno pero todos los organizadores que eran intelectuales jóvenes de esa época, nos dijeron cámbiale esa frase para que gane. No quisimos y no ganó».
Un hippie chileno que vivía en Lima llevó el disco del grupo a Los Jaivas, quienes los invitaron a tocar en Chile. El grupo tocó en la Universidad Católica de Chile, en el coliseo Caupolicán, en el teatro Providencia, en la peña de la familia Parra y en la Quinta Vergara en Viña del Mar.
Luego de regreso a Lima por contrato graban un segundo LP titulado Fuera de la ciudad. Este disco incluye una versión extendida de su tema "El Hijo del Sol" y el tema "Concordancia", popular en ceremonias y círculos de sanación de estilo andino hasta el día de hoy.
A mediados de 1973 Susana Baca los invitó a que la acompañen a tocar en el Festival de Berlín, donde también luego tocarían por Hungría (Por invitación de Peter Kun) y París (alojados por el pintor Quintanilla).
Cuando volvieron a Lima el ambiente ya había cambiado y Juan luis Pereyra decidió salir del grupo y se iría a Santa Eulalia a hacer vida comunitaria produciéndose un hiatus que finaliza el 1996 cuando vuelven a juntarse. En 1997 grabaron su último disco Signos e Instrumentos, donde incorporan instrumentos eléctricos y un sonido más roquero, pero con la misma esencia andina de sus trabajos anteriores. Este disco incluye además una nueva versión de su tema "Concordancia".
Con el fallecimiento de Raúl Pereyra la banda se separó. Sin embargo, en 2014, El Polen reunió para una serie de conciertos para celebrar su aniversario 45. Y el 8 de diciembre de 2014, El Polen dieron un concierto como parte del lanzamiento del Cumbre Climática de los Pueblos en Lima.

## Discografía
- Cholo (El Virrey 1972)
- Fuera de la ciudad (El Virrey 1973)
- Signos e instrumentos (1998)